# SP70
SP70 ili Panzerhaubitze 70 je bio internacionalni projekt razvoja modernog samohodnog topničkog sustava čiji su pokretači bili Zapadna Njemačka i Ujedinjeno Kraljevstvo kasnih 1960-ih. Kasnije se projektu pridružila i Italija. Glavni cilj projekta je bio razvoj nove 155 mm samohodne haubice. Pet prototipa jer napravljeno 1976. godine. prototipovi su bili podvrgnuti testovima, ali je projekt otkazan sredinom 1980-ih zbog brojnih tehničkih problema.
Daljnji razvoj samohodnih haubica se podijelio između te tri države koje su zasebno iskoristili maksimalne mogućnosti tadašnje tehnologije kako bi napravili vlastitu samohodnu haubicu. SP70 je rabio mnoge dijelove s FH70 haubice, Leopard 1 i Marder borbenog oklopnog vozila. 
SP70 je bio naoružan s modificiranom FH70 haubicom. Može ispaljivati svu standardnu 155 mm municiju namijenjenu FH70 topu i svu 155 mm NATO municiju. Maksimalan domet je 24 km sa standardnom HE-FRAG projektilom i 30 km s raketnim projektilom. Municija je spremljena u kupoli. Haubica je opremljena automatskim punjačem uz koji ima maksimalnu brzinu paljbe od 6 granata u minuti. Sekundarno naoružanje čini jedna 7,62 mm strojnica, postavljena na krov kupole. Posadu čini 5 članova, zapovjednik, topnik, dva punitelja i vozač. Osnova sustava SP70 je slična osnovi Leopard 1 tenka, ali rabi aluminijski oklop umjesto čeličnog, kako bi se smanjila ukupna težina sustava. Oklop SP70 pruža zaštitu od 7,62 mm zrna i krhotina topničkih granata. Sustav pokreće MTU MB871 turbodizelski motor koji razvija 1000 KS.
Iskustvo dano ovim projektom iskorišteno je kasnije, pa je tako svaka od zemalja razvila svoj vlastiti sustav. To je rezultiralo pojavom njemačkog PzH 2000, talijanskog Palmaria i britanskog AS90 samohodnog topničkog sustava.